# Władysław Zambrzycki

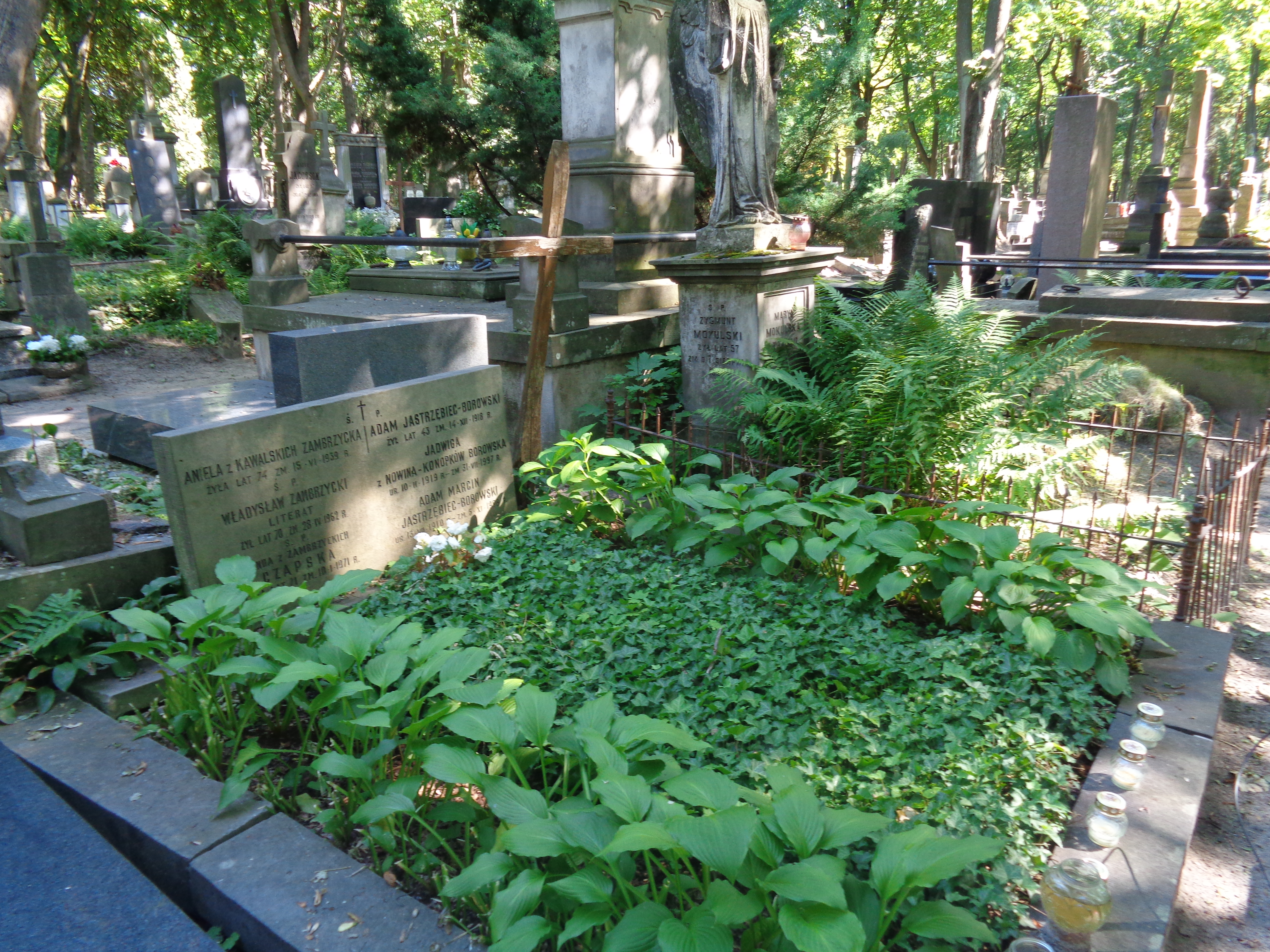
Grób Władysława Zambrzyckiego na cmentarzu Powązkowskim w Warszawie

Władysław Zambrzycki (ur. 14 listopada 1891 w Radomiu, zm. 28 kwietnia 1962 w Warszawie) – polski pisarz i dziennikarz. 

## Życiorys
Na początku lat  20. zajął się dziennikarstwem, współpracując między innymi  z „Expressem Porannym”, „Nowinami Codziennymi”, „Tygodnikiem Ilustrowanym” i „Naokoło Świata”.  
W latach 1933–1939 wraz z Julianem Babińskim i Jerzym Braunem wydawali prawicowe tygodniki polityczno-społeczne: „Merkuriusz Polski Ordynaryjny” oraz „Nowe Wiadomości Ekonomiczne i Uczone". Publicystyka w tych tygodnikach była bardzo uszczypliwa i agresywna (w treści a nie w używanych słowach), skierowana głównie przeciwko osobom o poglądach lewicowych, demokratycznych oraz przeciw osobom pochodzenia żydowskiego (ale nie wyłącznie przeciwko takim osobom), przez co redaktorom wytaczano kilkukrotnie procesy sądowe. Jeden z takich procesów zakończył się w czerwcu 1939 roku skazaniem Władysława Zambrzyckiego na 6 miesięcy aresztu. 
Równolegle z wydawaniem własnego czasopisma zajmował stanowisko kierownika Oddziału Prasowo-Widowiskowego Komisariatu Rządu na m.st. Warszawę co oznaczało, że kierował cenzurą prasową gazet i czasopism warszawskich.
W czasie II wojny światowej był m.in. współwłaścicielem laboratorium chemicznego; w latach 1942–1943 ukrywał się przed Gestapo.
W latach 1947–1959 prowadził w „Expressie Wieczornym” cotygodniową rubrykę zatytułowaną najpierw Kto chce niech wierzy (później przemianowaną na Kto chce niech czyta).

## Twórczość
Studiował w Belgii, co znalazło odbicie w późniejszych powieściach Mgła nad Skaldą i Kaskada Franchimont. W Warszawie pracował jako dziennikarz, w okresie międzywojennym był sprawozdawcą sądowym. Na podstawie tych doświadczeń pisał humoreski wydane jako zbiór Większa z kropelkami (1929), będąc poprzednikiem podobnej twórczości Stefana Wiecheckiego. Największą popularność zyskał jednak jako prozaik, autor przygodowej powieści humorystycznej Nasza Pani Radosna (1931), w której opisał przejścia współczesnych bohaterów przeniesionych w fantastyczny sposób do starożytnych Pompejów tuż przed zagładą miasta wskutek wybuchu Wezuwiusza.        
Po wojnie wydał kilka powieści: Mgłę nad Skaldą (1947, której nową wersją jest Kaskada Franchimont z 1962), a także powieść historyczną z okresu Księstwa Warszawskiego Pamiętnik Filipka (1956) oraz Kwaterę bożych pomyleńców (1959), w której pogoda i humor uwydatniają tragizm powstania warszawskiego. Napisana w połowie lat 50. powieść W oficynie Elerta, poruszająca kwestię stosunków Rzeczypospolitej z Moskwą w XVII wieku, a inspirowana szkicem Ludwika Kubali Poselstwo Puszkina w Polsce (ze względów cenzuralnych niewydana za życia autora), pozostawała w maszynopisie aż do 2007 roku, kiedy opublikowało ją wydawnictwo Antykwariat Książek. Utwory Zambrzyckiego, napisane żywym językiem, przepełnione są sympatią do ludzi i świata. Jak zauważył Piotr Kuncewicz (Agonia i nadzieja, t. 4), „książki Zambrzyckiego (…) usiłują w koszmarze świata stworzyć enklawę piękna i rozumu”. 
Na podstawie Kwatery bożych pomyleńców powstał spektakl Teatru Telewizji (premiera w TVP1 6 kwietnia 2009), w reżyserii Jerzego Zalewskiego; jako wykonawcy wystąpili Jan Peszek, Jerzy Trela, Jerzy Radziwiłowicz, Daniel Olbrychski oraz Magdalena Cielecka.
Został pochowany na cmentarzu Powązkowskim w Warszawie (kwatera 71-2-21/22).

## Publikacje książkowe
- 1929 – Większa z kropelkami. Humoreski
- 1931 – Nasza Pani Radosna, czyli dziwne przygody pułkownika armii belgijskiej Gastona Bodineau
- 1947 – Mgła nad Skaldą. Powieść
- 1956 – Pamiętnik Filipka
- 1959 – Kwatera Bożych Pomyleńców (pierwsze, nieocenzurowane wydanie ukazało się dopiero w 2008 roku, nakładem wydawnictwa Antykwariat Książek)
- 1962 – Kaskada Franchimont
- 2007 – W oficynie Elerta. Luźne zapiski księgarskie z roku 1650